# Mila Dimitrijević
Mila Dimitrijević (Kragujevac, 9. siječnja 1877. – Zagreb, 12. siječnja 1972.) je hrvatska kazališna i filmska glumica.

## Životopis
Iz putujućih družina došla je u zagrebački HNK 1894. godine te u njemu nastupala sedam desetljeća postavši legendom hrvatskog kazališta. Unijela je realistički stil u romantičarsko kazališno okružje glumeći u nekoliko stotina dramskih i komičnih uloga. Nastupala je na radiju, glumila na Radioteleviziji Zagreb, okušala se i na filmu. Godine 1992. utemeljena je nagrada "Mila Dimitrijević".

## Filmografija
- "Sofka" kao Magda (1948.)
- "Jedno poslijepodne" kao starica (1957.)
- "Sreća dolazi u 9" kao Sreća (1961.)
- "Dani" kao teta (1963.)
- "Portret glumice Mile Dimitrijević" kao Mila Dimitrijević (1971.)

## Vanjske poveznice
- Mila Dimitrijević u internetskoj bazi filmova IMDb-u (engl.)